# Curioso come George
Curioso come George (Curious George) è una serie animata statunitense, co-prodotta da Imagine Entertainment, WGBH Boston e Universal Animation Studios, e basata sui personaggi dei libri per bambini Curioso come George di Margret Rey e Hans August Rey.

## La serie
La serie è stata pensata per bambini dai tre ai cinque anni con l'intento di avvicinarli al mondo delle scienze, dell'ingegneria e della matematica. Attraverso le avventure della piccola scimmia ogni bambino può immedesimarsi e assimilare le nozioni base di queste materie. Gli sceneggiatori hanno pensato di fare vivere George e l'uomo dal cappello giallo sia in una casa in città sia in una in campagna in quanto entrambe le ambientazioni creano spunti per affrontare le tematiche necessarie a tutte le materie. La serie, nata con intenti didattici, cerca di favorire l'apprendimento attraverso la comicità e l'ironia di George e delle situazioni in cui si ritrova curiosando.
Nel mondo sono state distribuite le quindici stagioni, i sei film Curioso come George, Curioso come George 2 - Missione Kayla, Curioso come George 3 - Ritorno nella giungla, Curioso come George: Scimmietta Reale, Curioso come George - Alla Scoperta del West! e Curioso come George - Avventure nel mare e gli speciali televisivi Curioso come George: Sorpresa a Natale, Curioso come George: Febbre di Primavera e Curioso come George: La leggenda di Senza-Testa.
Ogni episodio è diviso in due parti di circa dieci minuti l'una.

## Personaggi

### Principali
- George: è la scimmia protagonista della serie; è una bertuccia, è alto 60 cm e ha circa 5 anni. È molto curioso e intelligente: infatti grazie alla sua intelligenza e la sua astuzia ha risolto numerose crisi diplomatiche e problemi del suo proprietario. È uno scout onorario nei Giovani Lupetti.
- L'uomo dal cappello giallo (Ted): è il padrone di George. Lavora come ricercatore al museo. Abita al quarto piano di un condominio in città e possiede anche una casa in campagna. È il capo scout dei Giovani Lupetti e suona la tuba. Solo in un episodio della prima stagione (quello in cui scappano i conigli di Bill), in uno della terza stagione (quando George monta degli scheletri di dinosauro) e nei film si scopre il suo nome: Ted.

### Secondari
- Hundley: è il cane bassotto del portinaio. È un maniaco dell'ordine e della pulizia e detesta quando George sporca o mette in disordine l'atrio. È allergico ai gatti, ma vuole molto bene a Lucky, con cui gioca indossando una mascherina.
- Portiere: è il portinaio del condominio dove abitano Ted e George. È molto amico della portiera Lidia ed è il padrone di Hundley. Ha una passione per i plastici.
- Bill: è il vicino della casa di campagna di George. Frequenta la seconda media, ha sette conigli  e vive con la madre Mo. È molto amico di Betsy, a cui scrive lettere dalla campagna. Consegna il giornale. Sa orientarsi molto bene tra le campagne, motivo per il quale è diventato il navigatore ufficiale dei Giovani Lupetti.
- Steve e Betsy: sono amici di George e abitano in città. Vivono con zia Margaret, nel suo condominio. Steve frequenta la quinta elementare; Betsy la quarta. Spesso si occupano della cagnolina Churkie.
- Margaret: è la zia di Steve e Betsy; ama il suo cane Churkie e va spesso dal parrucchiere.
- Lidia: è la portinaia del palazzo accanto a quello di George. Ha una gattina siamese affezionata a Hundley.
- Allie: è la migliore amica di George che abita nella fattoria della campagna. Frequenta la scuola materna, ama ballare, mangiare torte di mele e andare alle fiere; è molto esuberante e allegra. È la nipote dei Renkins.
- Chef Pischetti: è un cuoco italiano che insieme a sua moglie Netty gestisce un ristorante. È il cuoco preferito di Ted e George. A volte è molto melodrammatico. Ha un gatto di nome Polpetta al quale è molto affezionato.
- Netty: è una cuoca italiana che, insieme allo chef Pischetti, gestisce un ristorante.
- Churkie: è una vivacissima, irrequieta e svampita cocker americana dal pelo nero, nonché il cane di Margaret, Steve e Betsy.
- Polpetta: è la gatta dello chef Pischetti. Odia il nastro blu che porta attorno al collo.
- Lucky: è il gatto della professoressa Wiseman. Curioso e pasticcione, è affezionato al cane Hundley.
- Professoressa Wiseman: è un'amica di Ted e lavora al museo delle scienze. È molto intelligente e detesta prendere pause dal suo lavoro. Il suo appartamento è molto tecnologico e tutto è automatico e azionabile da un tablet. Ha una casetta al mare.
- Professori Einstein e Pizza: Sono gli scienziati aiutanti della professoressa Wiseman, sono molto amici, ma litigano spesso. Possiedono una centrale eolica, una base missilistica ed una stazione meteorologica.
- Bussola: è un piccione viaggiatore. A dispetto del suo nome ha un pessimo orientamento e spesso finisce per rimanere intrappolato nei luoghi più insoliti.
- Jumpy: è uno scoiattolo prepotente che pensa solo a mangiare ed è gelosissimo delle sue ghiande. Abita sull'albero nel giardino della casa di campagna.
- I signori Renkins: sono i proprietari della fattoria e sono i vicini della casa di campagna di Ted e George. Sono i nonni di Allie.
- Marco: è l'amico messicano di George, che compare a partire dalla quinta stagione. Insieme alla sua famiglia ha una band, che si esibisce spesso al parco e alla stazione della metropolitana.
- I signori Quint: sono vicini della casa di campagna e dirigono le attività campagnole del paese. La moglie ama coltivare, il marito pescare. Lui ha due gemelli e due gemelle, e tutti e quattro hanno passioni e lavori diversi, ma adorano i salatini al tonno.
- Signor Glass: possiede un hotel, le cui facciate sono in vetro. È amico di George.
- Signor Zoobel: un eccentrico artista che abita sopra l'appartamento di George. È presente in alcune disavventure della scimmietta.

## Doppiaggio
| Personaggio                      | Doppiatore originale                               | Doppiatore italiano                                                                       |
| -------------------------------- | -------------------------------------------------- | ----------------------------------------------------------------------------------------- |
| George                           | Frank Welker                                       | originale                                                                                 |
| L'uomo dal cappello giallo (Ted) | Jeff Bennett                                       | Oreste Baldini                                                                            |
| Portiere                         | Bill Chott (st.1) Lex Lang (st.2+)                 | Vittorio De Angelis (st.1-8) Sandro Acerbo (st.9+)                                        |
| Hundley                          | Bill Chott (st.1) Lex Lang (st.2+)                 | originale                                                                                 |
| Bill                             | Annie Mumolo                                       | Flavio Aquilone (st.1-4) Mirko Cannella (st.5) Diego Follega (st.6) Tito Marteddu (st.7+) |
| Narratore                        | William H. Macy (st. 1) Rino Romano (st. 2+)       | Massimo De Ambrosis                                                                       |
| Steve                            | E.G Daily                                          | Manuel Meli (1ª voce) Riccardo Suarez (2ª voce) Lorenzo D'Agata (st.13)                   |
| Betsy                            | Grey DeLisle                                       | Elena Liberati                                                                            |
| Zia Margaret                     | B. J. Ward                                         | Debora Magnaghi                                                                           |
| Signor Renkins                   | Jeff Bennett                                       | Gianluca Machelli                                                                         |
| Signora Renkins                  | Kath Soucie                                        | Mariadele Cinquegrani                                                                     |
| Allie                            | Lara Jill Miller                                   | Sara Labidi (1ª voce) Lavinia Lozi (2ª voce)                                              |
| Ada                              | Annie Mumolo                                       | Elisa Angeli                                                                              |
| Viky                             |                                                    | Giulia Lozi                                                                               |
| Chef Pischetti                   | Jim Cummings                                       | Claudio Fattoretto (st.1-6) Angelo Nicotra (st.7-9) Pasquale Anselmo (st.10+)             |
| Netti Pischetti                  | Susan Silo                                         | Widad Mohsen                                                                              |
| Polpetta                         | Debi Derryberry (st.1-3) Dee Bradley Baker (st.4+) | originale                                                                                 |
| Jumpy, lo scoiattolo             | Jim Cummings                                       | originale                                                                                 |
| Professoressa Wiseman            | Rolanda Watts                                      | Daniela D'Angelo                                                                          |
| Signor Glass                     | Rob Paulsen                                        | Michele Gammino                                                                           |
| Signor Zoobel                    | Carlos Alazraqui                                   | Raffaele Palmieri                                                                         |
| Bussola                          | Rob Paulsen                                        | originale                                                                                 |
| Charkie                          | Rob Paulsen                                        | originale                                                                                 |
| Marco                            | Grey DeLisle                                       | Giulio Bartolomei                                                                         |
| Cecilia, sorella di Marco        |                                                    | Ilaria Pellicone                                                                          |
| Mamma di Marco                   |                                                    | Alessandra Cassioli                                                                       |
| Papà di Marco                    |                                                    | Luca Ward                                                                                 |
| Signor Quint                     | Jim Cummings                                       | Vittorio Stagni (st.1-12) Andrea Pirolli (st.13+)                                         |
| Signora Quint                    | Candi Milo                                         | Antonella Rinaldi                                                                         |
| Signor Flint                     | Frank Welker                                       | Vladimiro Conti (st.1) Mino Caprio (st.2-6) Oliviero Dinelli (st.7+)                      |
| Signor Wint                      | Jeff Bennett                                       | Oliviero Dinelli                                                                          |
| Professor Einstein               | Jeff Bennett                                       | Sandro Iovino (1ª voce) Gino La Monica (2ª voce)                                          |
| Professor Pizza                  | Frank Welker                                       | Simone Mori                                                                               |
| Fruttivendolo                    | Clyde Kusatsu                                      | Alessandro Ballico                                                                        |
| Andie                            | Elizabeth Daily                                    | Laura Nicolò                                                                              |
| Stig                             | Frank Welker                                       | Carlo Scipioni                                                                            |
| Stew                             | Kevin Michael Richardson                           | Massimiliano Virgilii                                                                     |
| Toots                            | Kevin Michael Richardson                           | Roberto Draghetti (ep.4.15) Pasquale Anselmo (ep.7.08)                                    |

## Episodi
Curioso come George presenta 198 episodi, divisi in quindici stagioni.

## Lungometraggi
Dalla serie sono stati tratti sei film prequel della serie:
- Curioso come George (2006)
- Curioso come George 2 - Missione Kayla (2009)
- Curioso come George 3 - Ritorno nella giungla (2015)
- Curioso come George - La scimmietta reale (2019)
- Curioso come George - George alla scoperta del West! (2020)
- Curioso come George - Avventure nel mare (2021)

Sono stati inoltre estratti degli speciali:
- Curioso come George: Sorpresa a Natale (2009)
- Curioso come George: Febbre di primavera (2013)
- Curioso come George: La leggenda di Senza Testa (2013)